# Tine Lindhardt
Tine Lindhardt, född 16 november 1957 i Nørresundby, är en dansk teolog och biskop över Fyns stift sedan 4 november 2012. Hon är stiftets första kvinna i ämbetet och Danmarks tredje kvinnliga biskop efter Lise-Lotte Rebel och Sofie Petersen. Hon är änka efter biskop Jan Lindhardt.
Tine Lindhardt tog studentexamen från Viborg Katedralskole 1976 och kandidatexamen i teologi (Cand.teol.) vid Aarhus universitet 1984. Hon var fortsatt knuten till universitetet efter examen som undervisningsassistent i det Gamla Testamentet (1986-1996), senare extern lektor (1997-1998). Hon därefter arbetat som hjälppräst i Rind (1985-1986), sockenpräst i Hadsten (1986-1995), sockenpräst i Vor Frelsers Kirke i Horsens (1995-1997), fältpräst (1987-2007) samt sockenpräst i Fredens Kirke i Odense (2010-2012). 2003-2010 var hon generalsekreterare på Det Danske Bibelselskab och stod bl.a. bakom projektet om att översätta Nya Testamentet till modern danska.
Lindhardt har även varit värd och redaktionssekreterare för radioprogrammet Mennesker og tro på DR, predikoskribent (1996) och bokrecensent på Kristeligt Dagblad (1997-1998) samt skribent på Politikens lördagsutgåva (1999-2000).
Lindhardt kandiderade till ämbetet som biskop för Köpenhamns stift 2009, men förlorade i första valomgången.